# Benigno Aquino senior

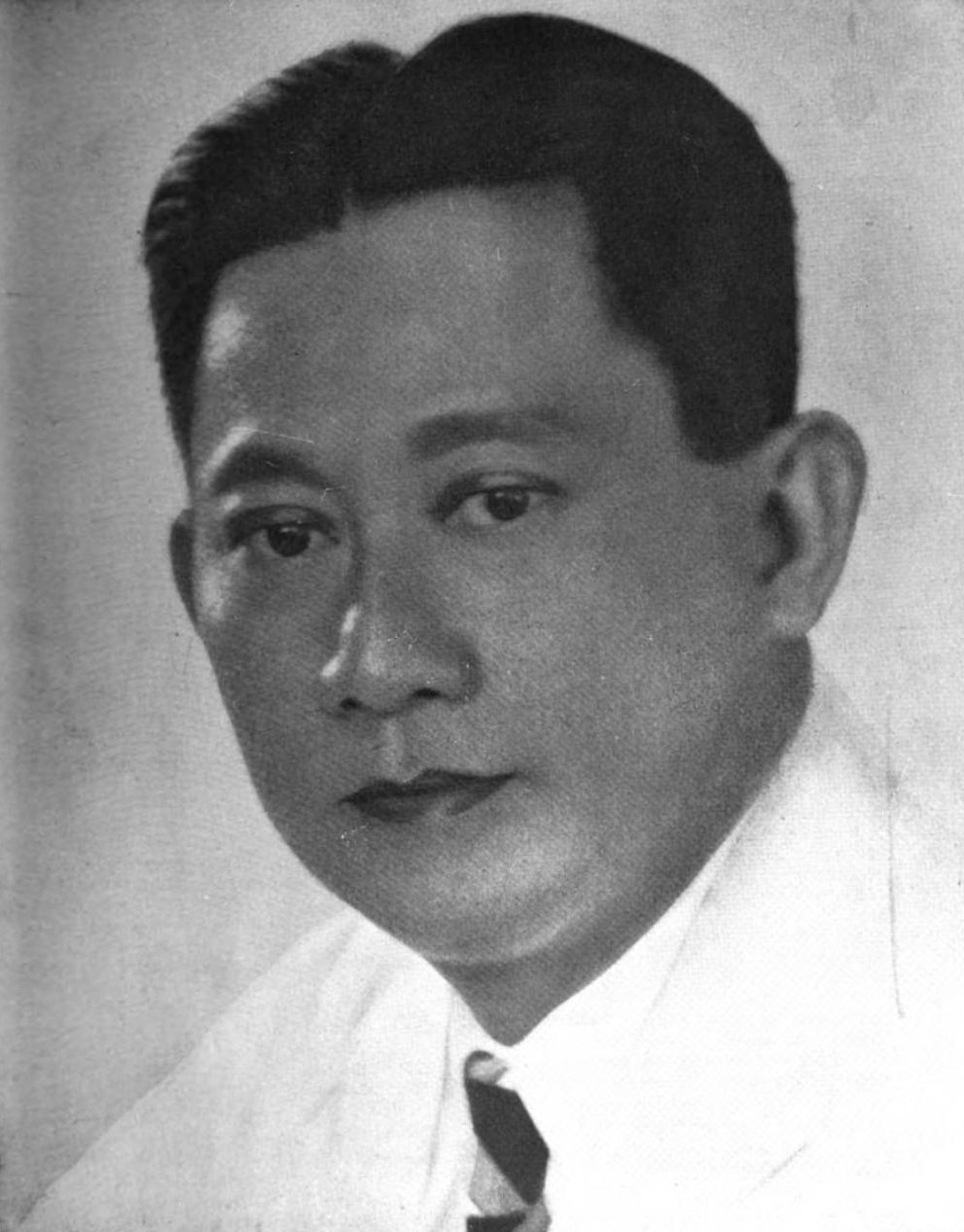
Benigno Aquino senior

Benigno S. Aquino senior (* 3. September 1894 in Murcia, Provinz Negros Occidental; † 20. Dezember 1947) war ein philippinischer Politiker.

## Leben
Aquino, Sohn von Servillano Aquino, einem General während der Philippinischen Revolution und des Philippinisch-Amerikanischen Krieges, wuchs in Concepcion in der Provinz Tarlac auf und erhielt seine Elementarbildung durch einen Hauslehrer und bei dem bekannten Rechtsanwalt Bartolome Tablante aus Angeles in der Provinz Pampanga. Anschließend begann er 1904 ein Studium am Colegio de San Juan de Letran und schloss dieses 1907 im Alter von dreizehn Jahren mit einem Bachelor of Arts (B.A.) ab. Danach studierte er Rechtswissenschaften und beendete dieses Studium 1913 mit einem Bachelor of Laws (LL.B.), ehe er 1914 seine Zulassung zum Rechtsanwalt erhielt.
Nachdem er einige Jahre als Anwalt tätig gewesen war, begann er 1919 eine politische Laufbahn und war bis 1928 Mitglied im Repräsentantenhaus, in dem er den zweiten Wahlbezirk von Tarlac vertrat. Im Anschluss wurde er 1928 Mitglied des Senats und gehörte diesem bis 1934 als Vertreter des damaligen dritten Senatswahlbezirks an, der die Provinzen Tarlac, Nueva Ecija, Pampanga und Bulacan umfasste. Während dieser Zeit war er zwischen 1931 und 1934 als Majority Floor Leader auch Führer der Mehrheitsfraktion im Senat.
Nach seinem Ausscheiden aus dem Senat wurde er wiederum Mitglied des Repräsentantenhauses, dem er von 1935 bis 1938 als Vertreter des zweiten Kongresswahlbezirks von Tarlac angehörte. 1938 wurde er von Präsident Manuel Quezon zum Minister für Landwirtschaft und Handel in dessen Kabinett berufen, dem er bis zu seinem Rücktritt 1941 angehörte. Während seiner Amtszeit als Minister verzichtete er auf eines Auszahlung seiner Bezüge, sondern spendete diese für wohltätige Einrichtungen wie das Hospicio de San Jose.
Benigno Aquino, der an einem Kreislaufstillstand verstarb, war der Vater des späteren Senators Benigno Aquino junior, der als Führer der Opposition gegen den diktatorisch regierenden Präsidenten Ferdinand Marcos verhaftet und 1983 bei seiner Rückkehr auf die Philippinen am Flughafen Manila erschossen wurde, sowie Schwiegervater von dessen Frau Corazon Aquino, der ersten Präsidentin der Philippinen nach dem Ende der Marcos-Herrschaft. Zwei seiner weiteren Kinder, Agapito Aquino und Teresa Aquino-Oreta, waren ebenfalls langjährige Mitglieder des Senats. Darüber hinaus war er Großvater des derzeitigen Präsidenten Benigno Aquino III.